# Kadsura coccinea
Kadsura coccinea— вічнозелена дерев'яниста ліана роду кадсура (Kadsura),

## Опис
Вид дводомний. Потрібно вирощувати як чоловічі, так і жіночі рослини, щоб отримати насіння. Рослина не є самоплодною.
Підходить для: легких (піщаних), середніх (суглинних) і важких (глинистих) грунтів і вважає за краще добре дренований грунт. Відповідний рН: слабокислі і нейтральні грунти. Може рости в напівтіні (світла лісиста місцевість) або без тіні. Віддає перевагу вологому грунт.

## Поширення
Напіввідкриті чагарники і ліси; (200-)400-1400(-1900) м. Гуандун, Гуансі, Гуйчжоу, Хайнань, Хунань, Цзянсі, Сичуань, Юньнань [М'янма, В'єтнам].

## Використання
Цей вид використовується в лікувальних цілях. Плід їстівний.